# بيت رفيق الله (الطويلة)

تعديل مصدري - تعديل

بيت رفيق الله هي إحدى قرى عزلة الزبيح بمديرية الطويلة التابعة لمحافظة المحويت، بلغ تعداد سكانها 185 نسمة حسب تعداد اليمن لعام 2004.